# Stazione di San Candido
La stazione di San Candido (in tedesco Innichen) è una stazione ferroviaria internazionale costituente il punto di congiunzione tra la ferrovia della Val Pusteria e la Drautalbahn. Serve il comune di San Candido (BZ).

## Storia

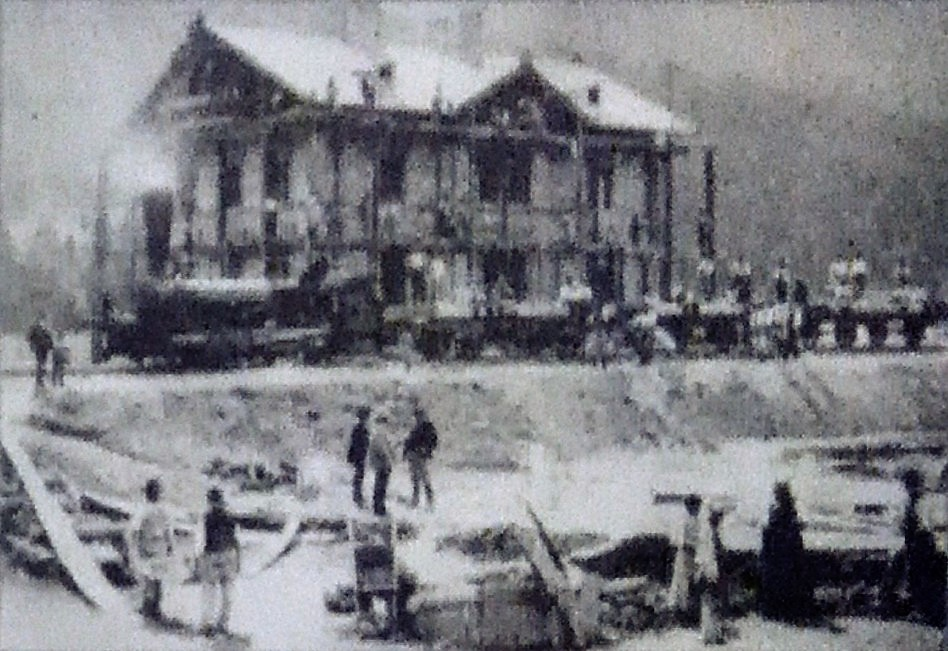
Lavori di costruzione della stazione di San Candido nel 1871

La stazione fu aperta il 20 novembre 1871, nel quadro dell'attivazione del tronco di linea Villaco-Fortezza.
L'esercizio venne espletato dall'Imperial Regia Privilegiata Società delle ferrovie meridionali dello Stato (in tedesco Südbahn) fino al termine della prima guerra mondiale, quando a seguito del passaggio dell'Alto Adige all'Italia, la gestione venne avocata alle Ferrovie dello Stato. Pertanto la stazione, pur trovandosi a 6 chilometri dal confine fra Austria e Italia stabilito dal trattato di Saint-Germain-en-Laye, divenne valico internazionale fra le due reti ferroviarie nazionali italiana e austriaca e sede della dogana.
Durante la prima guerra mondiale gli italiani riuscirono a colpire la stazione di San Candido con colpi di cannone da 70 posto al passo della Sentinella mentre il tiro era diretto da un osservatorio posto sulla Cima Undici.
Dal 1947, in base agli accordi internazionali fra Austria e Italia, la stazione fu servita dai treni-corridoio (Korridorzüge in tedesco) che collegavano (inizialmente senza fermate intermedie) Lienz, nel Tirolo Orientale, a Innsbruck, nel Tirolo Settentrionale. Tali relazioni vennero tuttavia soppresse nel 2013 e sostituite con un servizio autobus.
Tra le relazioni internazionali che servivano la stazione di San Candido si annoverava anche un collegamento Vienna-Merano in tre classi e un collegamento Milano-Lienz.
, mentre la relazione Bruxelles San Candido era servita da treni d'agenzia.

## Strutture e impianti

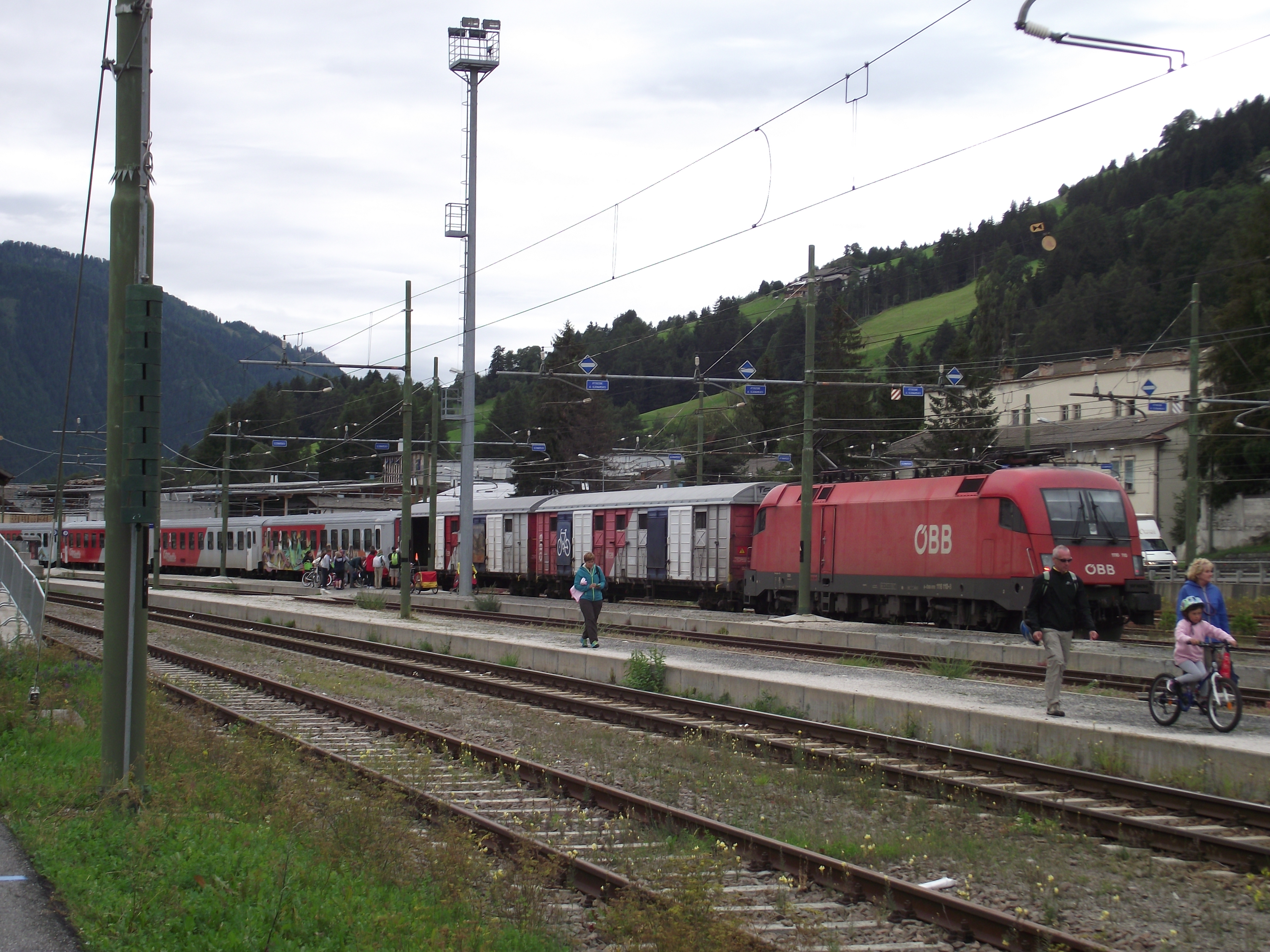
Treno delle ferrovie austriache operante la tratta Lienz-San Candido alla stazione: al traino si notano i carri addetti al trasporto biciclette, sulla linea aerea si nota l'avviso di inizio del tratto neutro per il cambio di tensione

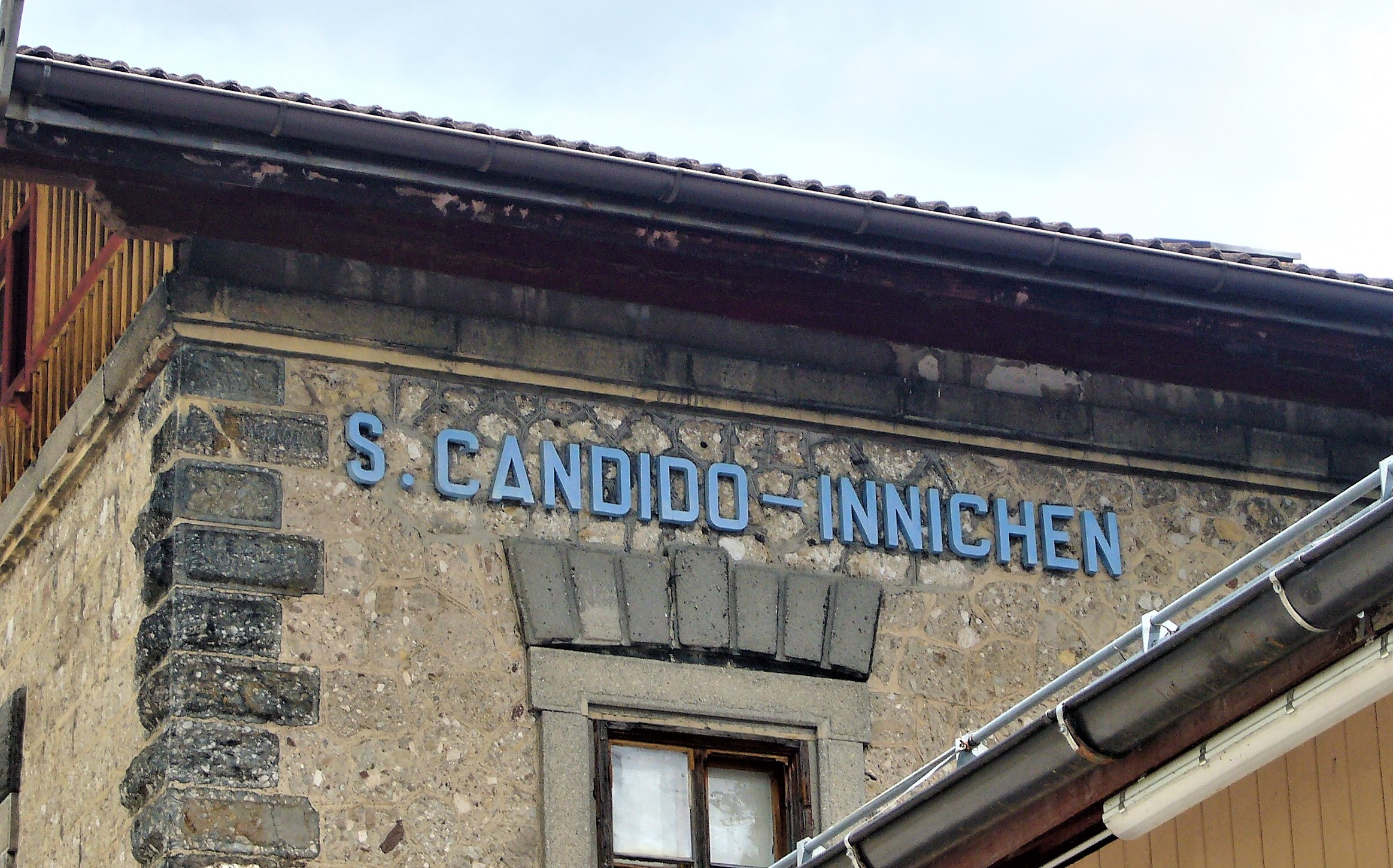
Indicazione bilingue sul fabbricato viaggiatori

La stazione è gestita dal 2000 da Rete Ferroviaria Italiana; in quanto punto di valico internazionale era dotata di una dogana, nonché di particolari attrezzature per permettere il controllo veterinario del bestiame vivo importato dall'Europa dell'est.
Anche a seguito dell'entrata in vigore del trattato di Schengen (che ha quasi azzerato i controlli doganali), la stazione di San Candido continua ad essere il punto di congiunzione fra la rete ferroviaria italiana e quella austriaca: presso questo scalo avviene infatti il cambio di tensione sulla linea aerea di contatto tra lo standard italiano a 3000 V in corrente continua (in uso sulla linea proveniente da Fortezza) e quello austriaco a 15 000 V in corrente alternata 16,7 Hz monofase (adottato sulla linea da e per Maribor). Ciò rende necessario il cambio della locomotiva per i treni a trazione elettrica non dotati di apparecchiature policorrente, mentre i mezzi che ne sono provvisti eseguono la transizione dinamica percorrendo il tratto neutro per inerzia, con il pantografo abbassato, rialzandolo dopo il passaggio sotto la nuova tensione.
Il sedime si compone di un fascio di nove binari passanti (di cui i numeri 1, 2 e 3 dotati di marciapiede e dedicati al servizio passeggeri, mentre quelli senza marciapiede sono dedicati alla sosta e al transito di convogli) e uno tronco. Le banchine non dispongono di sottopassaggio: l'attraversamento del fascio binari avviene sempre a raso.
La stazione era anche dotata di una stella di inversione, ovvero un particolare incrocio di binari che consentiva alle locomotive a vapore di invertire il senso di marcia senza bisogno di usare una piattaforma girevole (che, specie in inverno - date le temperature particolarmente basse della val Pusteria - avrebbe facilmente potuto bloccarsi).

### Il progetto di spostamento
Con l'avvento del Terzo millennio il comune di San Candido presentò un progetto di ricostruzione della stazione in una posizione più ravvicinata al centro abitato, con contestuale ridimensionamento della struttura ferroviaria (che diverrebbe una semplice fermata lungo la tratta Fortezza-Lienz). Tale proposito è però ostacolato dalle difficoltà tecniche inerenti al cambio di tensione tra il sistema italiano e quello sistema austriaco, dato che non tutti i convogli dispongono di motorizzazione policorrente e devono pertanto sostare per cambiare locomotore. La riduzione del fascio binari renderebbe complesse tali soste, in quanto andrebbero ad ostacolare il normale servizio di linea. Un ulteriore problema è legato ai convogli adibiti al trasporto di biciclette (servizio complementare alla ciclabile della Drava), giacché i tempi di carico e scarico delle carrozze impongono egualmente soste prolungate.
Nel gennaio 2018 la giunta provinciale ha approvato un progetto, del costo stimato di 21,7 milioni di euro che prevede lo spostamento della stazione ferroviaria di circa mezzo chilometro verso il centro del paese. La nuova struttura sarà dotata di cinque binari, due dei quali saranno binari principali, due di passaggio ed un binario morto. Sarà dotata di due banchine lunghe oltre 350 metri che saranno prive di barriere architettoniche. Si prevede di costruire la nuova stazione più vicina alla vecchia, in un'area ove esisterebbe lo spazio per ricavare binari di sosta e precedenza.

### Adeguamento impianti
In attesa di nuovi sviluppi del progetto di trasferimento della stazione, a partire dal 10 novembre 2014 RFI ha stabilito di spostare di 81 metri verso est il sezionamento della linea aerea (adibito al cambio di tensione dai 3 kV CC italiani ai 15 kV CA austriaci) sui binari 1, 2, 3 e 4, al fine di agevolare la sosta dei treni policorrente provenienti da Fortezza e diretti a Sillian e Lienz.

## Movimento

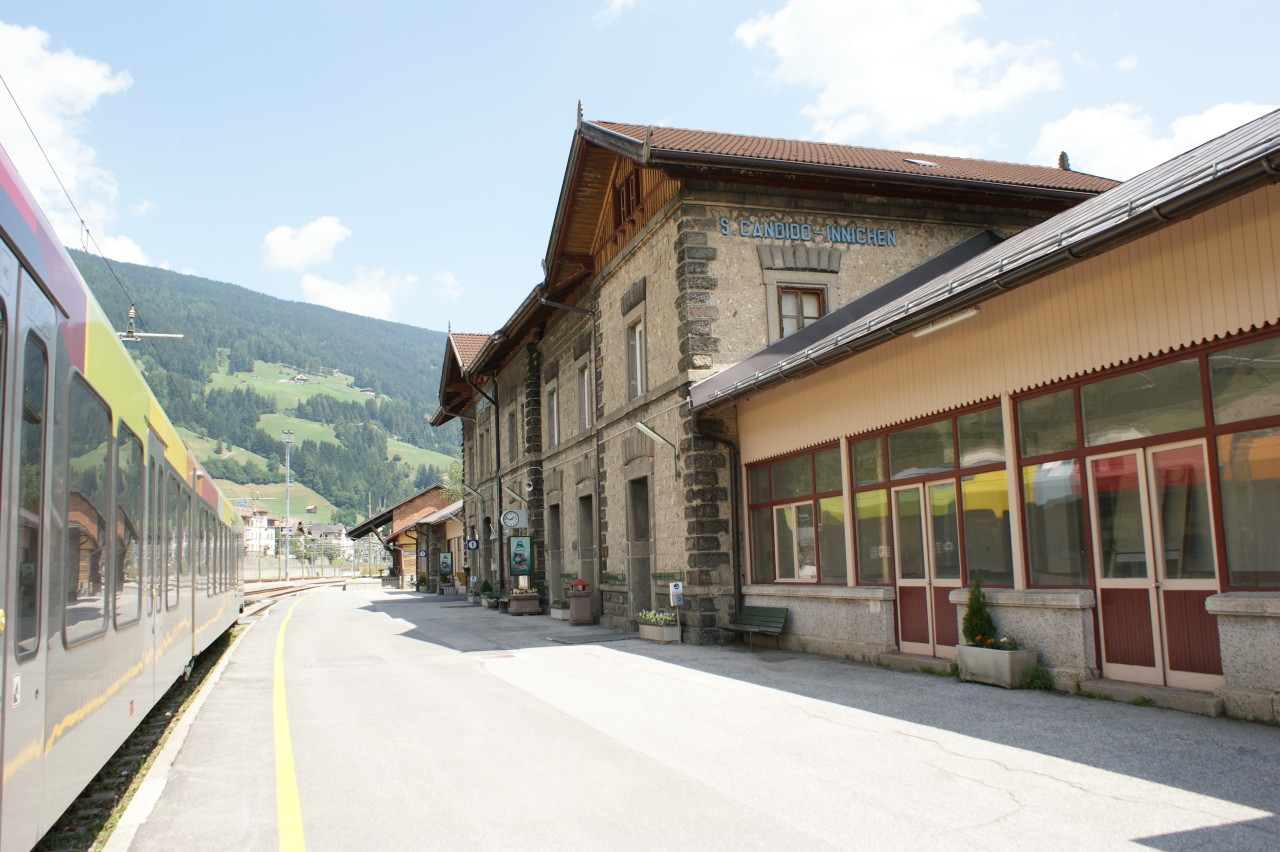
Fabbricato viaggiatori

La stazione è servita da treni regionali a percorrenza nazionale (da e per Bolzano e Fortezza) ed internazionale (da e per Lienz), eserciti da Trenitalia e SAD nell'ambito del contratto di servizio stipulato con la provincia autonoma di Bolzano. La stazione è servita, solo nei weekend estivi, anche da una coppia di InterCity Notte da/per Roma.

## Servizi
La stazione è classificata da RFI nella categoria silver e dispone di:
- Biglietteria a sportello
- Biglietteria automatica
- Sala d'attesa
- Bar
- Servizi igienici

L'accesso ai binari esterni avviene con attraversamenti superficiali a raso.

## Interscambi
Presso la stazione effettuano fermata le autolinee dirette al passo di Monte Croce di Comelico (via Sesto e val Fiscalina), a Dobbiaco e a Sillian, in Austria.
- Stazione taxi
- Fermata autobus